# フォトロゲイニング
フォトロゲイニング（英語: Photo rogaining）は、地図上にあらかじめ設定されたチェックポイントを制限時間内で多く巡り獲得した合計得点を競うスポーツ。チェックポイント通過の証明に目印を撮影した写真を用いる。略称はフォトロゲ。オーストラリア発祥のアウトドアスポーツであるロゲイニングをアレンジしたもので2005年に日本で始まった。なお、日本においてフォトロゲイニング、フォトロゲという名称は命名者である伊藤奈緒（TREKNAO代表）が保有する登録商標である。

## ルール
地図に示されたチェックポイントを巡りそれぞれ設定された数字が得点となる。チェックポイントのすべてに到達する必要はない。一般的に遠くにあったり行きにくいチェックポイントほど高得点が設定されている。観光名所などにチェックポイントを設定することで地域おこしなどに活用されている。
チェックポイントへの到達の証拠として主催者が指示した石碑などの目印を写真撮影する。このチェックポイントの写真をSNSに投稿することで友人や知人に楽しさを伝えられ、その拡散効果が人気を後押ししているとされる。

## 主な大会
- 高遠クローバーフォトロゲ（長野県伊那市）
- フォトロゲイニングみなみおおすみ（鹿児島県南大隅町）[1]